# Federico Pinedo
Federico Pinedo (Buenos Aires, 29 dicembre 1955) è un politico argentino.

## Biografia
Si è laureato in Giurisprudenza nel 1978 presso l'Università di Buenos Aires. Ha intrapreso la carriera politica nel 1972 aderendo al partito di ispirazione liberale "Nuova Forza" di Alvaro Alsogaray. Attualmente aderisce a Proposta Repubblicana.
Dal 2003 al 2015 è stato deputato del Congresso nazionale ed è stato senatore dal 2015 al 2019.
È stato in carica del potere esecutivo dalla mezzanotte alle 12.00 del 10 dicembre 2015. Gli è succeduto il neoeletto Mauricio Macri.
Dallo stesso giorno ricopre la carica di presidente del Senato.